# Franz Wolf (Politiker)
Franz Wolf (* 31. August 1889 in Dessau; † 23. Mai 1972 in Kelheim) war ein deutscher Gewerkschaftsfunktionär und Politiker der SPD. Er gehörte dem Bayerischen Landtag von 1946 bis 1962 als Abgeordneter an.

## Leben und Beruf
Wolf, Sohn eines Zimmermanns, absolvierte nach dem Besuch der Volksschule eine Lehre im Steinmetzhandwerk und begab sich im Rahmen dessen auf Wanderschaft durch das Deutsche Reich, die Schweiz, Österreich, Frankreich, Schweden und Dänemark. Anschließend leistete er seinen Militärdienst ab. Dies geschah hauptsächlich in Zerbst, aber auch in einem Lehrbataillon in Berlin. Während des Ersten Weltkriegs war er in Frankreich und Russland im Einsatz. 1927 begab er sich zu Studienzwecken für neun Monate nach Schweden. Von 1933 an wurde er mehrfach verhaftet und im Lager Gienheim inhaftiert. Später war er bis 1940, auf illegaler Basis, wieder als Steinmetzpolier tätig, kurz darauf wurde er als Werkmeister nach Kelheim versetzt. 1947 gründete er eine gemeinnützige Bau- und Siedlungsgenossenschaft in Kelheim, nach ihm wurde eine Siedlung in Kelheim benannt. Daneben war er fünf Jahre lang Vorsitzender des Vorstandes der Landesversicherungsanstalt Niederbayern-Oberpfalz.

## Gewerkschaft
1906 trat Wolf in den Steinarbeiterverband ein. 1918 erfolgte seine Wahl zum Vorsitzenden des ADGB-Kreisausschusses in Langensalza. 1924 übernahm er den Posten des hauptamtlichen Bezirksleiters für Marienberg und Limburg an der Lahn im Zentralverband der Steinarbeiter Deutschlands. Durch die Auflösung der Gewerkschaften 1933 verlor er seinen Posten als Gewerkschaftssekretär. Nach dem Krieg wurde er von der US-Besatzungsmacht für den Wiederaufbau der Gewerkschaften eingesetzt. Er beteiligte sich am Aufbau des Bayerischen Gewerkschaftsbundes (heute DGB-Bezirk Bayern) und wurde Bezirksleiter des DGB in Niederbayern und der Oberpfalz. Dieses Amt hatte er bis zu seinem 65. Geburtstag inne.

## Politik
1907 wurde Wolf Mitglied der SPD. Für diese war er von 1911 bis 1924 Stadtverordneter in Bad Langensalza sowie Mitglied des Kreistags des Landkreises Bad Langensalza. 1924 übernahm er innerhalb der SPD den Vorsitz des Bezirks für Lahn, Dill, Westerwald und Sieggebiet, dieser hatte seinen Sitz in Marienberg und Limburg an der Lahn. Dieses Amt bekleidete er bis 1933. In jenem Jahr kandidierte er sowohl für den Landtag als auch für den Reichstag. Von Mai 1945 an beteiligte er sich am Wiederaufbau der SPD, er wurde deren Vorsitzender des Unterbezirks Kelheim-Mainburg. Bei der Landtagswahl 1946 wurde er erstmals in den Bayerischen Landtag gewählt. Sein Mandat wurde bei den Wahlen 1950, 1954 und 1958 bestätigt, sodass er dem Parlament bis 1962 angehörte. Er wurde dabei stets über ein Mandat im Wahlkreis Niederbayern gewählt. Ebenfalls von 1946 bis 1962 gehörte er dem Kelheimer Kreistag an.

## Auszeichnungen
- 1952: Bundesverdienstkreuz am Bande
- 1959: Bayerischer Verdienstorden
- 1961: Bayerische Verfassungsmedaille in Silber
- 1963: Goldenen Medaille der Stadt Kelheim
- 1967: Ehrenbürger der Stadt Kelheim